# Surya Kiran
Surya Kiran („Sonnenstrahlen“) ist ein Kunstflugdemonstrationsteam der Indischen Luftstreitkräfte. Das Surya Kiran Aerobatic Team (SKAT) wurde im Jahr 1996 gegründet, um als „Botschafter der Indian Air Force“ zu dienen und „präsentiert die Professionalität, das Kaliber und den Eifer der indischen Luftwaffe“. Das Team hatte seitdem zahlreiche Vorführungen in verschiedenen Teilen des Landes und im Ausland und gehörte zu den berühmten Neun-Flugzeuge-Kunstflugteams der Welt. Die Staffel setzt sich aus Militärschulflugzeugen HAL HJT-16 Kiran Mk.2 zusammen und ist auf der Bidar Air Force Station in Karnataka stationiert. Das Team wurde im Februar 2011 aus Mangel an Strahltrainern in der IAF nach dem Grounding der HPT-32 Trainer stillgelegt. Air-Chief-Marschall P.V. Naik erklärte, dass Surya Kiran 2015 mit BAE Hawk wieder aktiv werden würde.

## Geschichte

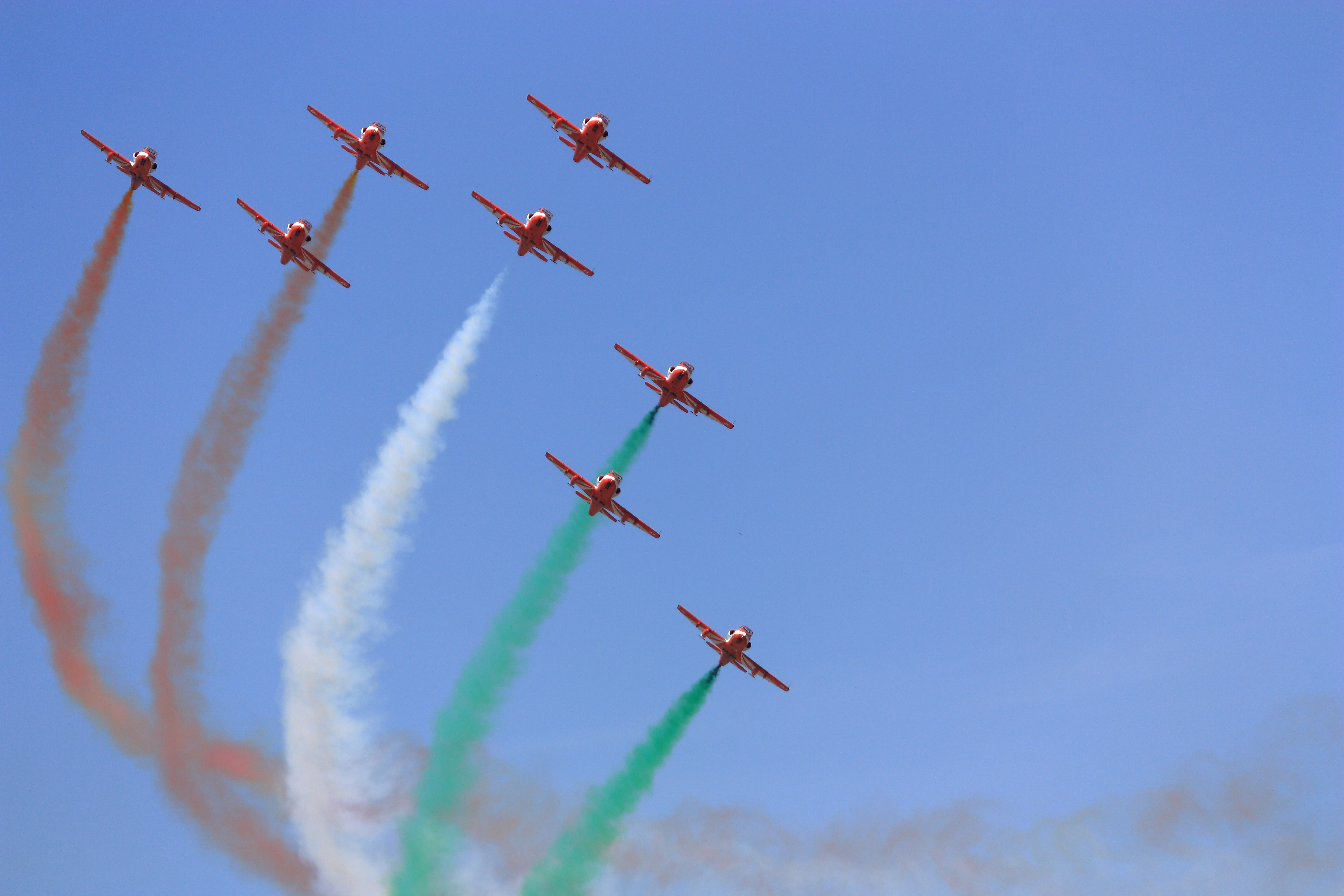
Surya Kiran Aerobatics Team an der Aero India 2011

Formationskunstflug ist nicht neu in der IAF. Bereits 1944 hatte die IAF ein Flugshowteam und später ein paar von Ad-hoc-Teams durchgeführte Kunstflug-Displays zu besonderen Anlässen, wie die Air Force Day Parade und Kampfkraft-Demonstrationen.
Während des goldenen Jubiläumsjahres des IAF 1982 bildeten handverlesene Piloten aus verschiedenen Staffeln eine Kunstflugstaffel für die IAF namens „Die Thunderbolts“. Sie flogen Blaue und Weiße Hawker-Hunter-Jagdbomber. Dieses Team begeistert das Publikum für etwa ein Jahrzehnt; es gab seine letzte öffentlichen Vorführung im Jahr 1989.
Die Erfahrungen, die mit den Thunderbolts gewonnen wurden, wurden für die Aufstellung eines Vier-Flugzeuge-Aerobatic-Teams in Bidar im Jahr 1990 auf Kiran-II-Trainingsflugzeugen verwendet. Obwohl das Team keine öffentlichen Vorführungen gab, sicherte es den Erhalt der Kunstflug-Fähigkeiten in der IAF.
Anfang 1996 begannen ernsthafte Planungen für AVIA-96, der ersten großen Flugschau und Luftfahrtfachmesse in Indien. Die ursprüngliche Absicht der Organisatoren war es, eine Kunstflugstaffel aus dem Ausland einladen, aber einige ältere IAF-Offiziere waren zuversichtlich, dass die weltweit viertgrößte Luftwaffe in der Lage sei, ein eigenes Team aufstellen. Dies bildete die Wiedergeburt des Teams unter dem Namen „Surya Kiran“. 
Die Suryakiran (SKATE) flogen ihre erste Sechserformation am 27. Mai 1996.
Im Jahr 1998, mit Wg Cdr AK Murgai als CO, expandierte das Team zu einem Neun-Flugzeuge-Display. Weil das Team gerade zwei Jahre alt war, war das keine geringe Leistung. Der erste öffentliche Auftritt mit neun Flugzeugen erfolgte während des Independence Day (Überflug über dem Roten Fort) im Jahr 1998. Das erste vollwertige Neun-Flugzeuge-Kunstflugteam war zu Palam am 8. Oktober 1998 im Zeichen des Air Force Day.
Das Team hat über 500 Vorführungen in 72 Städten im ganzen Land absolviert, vom Norden bis Thiruvananthapuram im Süden und von Naliya, dem westlichsten Flugplatz bis Srinagar auf Chabua, dem östlichsten Flugplatz des Landes. Srinagar auf einer Höhe von 5436 Metern ist der höchstgelegene Flugplatz bis zum Dal-See. Es ist auch in den Hauptstädten von Sri Lanka, Myanmar, Thailand und Singapur aufgetreten.
Nach der Aufführung in Bengaluru im Februar 2011 wurden die Surya Kirans gegroundet, da die Air Force einen gravierenden Mangel an Trainingsflugzeugen hat. Im Jahr 2015 wurde der Flugbetrieb der Surya Kirans ganz eingestellt. Eine Reaktivierung ist mit der Einführung der BAE Hawk, die in Indien von der staatlichen HAL in Lizenz gebaut wird, vorgesehen.

## Flugzeug

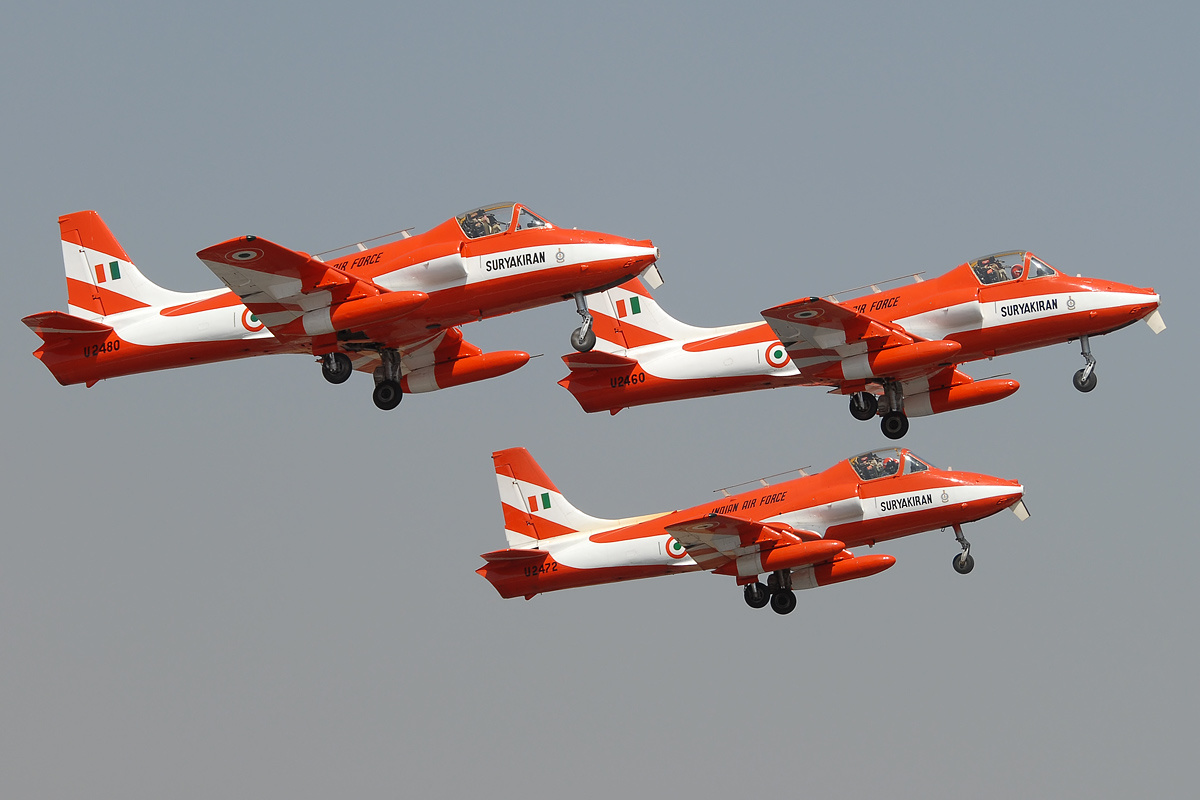
Surya Kiran

Die Suryakiran betrieben 16 HJT-16-Kiran-Mk.2-Schulflugzeuge. Der in „Day-Glo Orange“ und Weißtönen bemalte Kiran Mk.II wird von der IAF genutzt, um seine Kampfpiloten im Luftkampfmanöver und Waffeneinsatz zu trainieren. Es wurde von Dr. Gadge, dem damaligens Chefkonstrukteur von Hindustan Aeronautics Ltd, im Jahr 1960 entworfen und bei HAL in Bangalore produziert. Das Flugzeug wiegt etwa fünf Tonnen und wird von einem Orpheus-Triebwerk, das einen Schub 1906 kg erzeugt, angetrieben. Das Flugzeug erreicht eine maximale Geschwindigkeit von 780 km pro Stunde oder 0,7 Mach. Die Kiran Mk.II kann auch bei der Bekämpfung von Aufständen mit integriertem Kanonen, 250-kg-Bomben und 68-mm-Raketen bewaffnet eingesetzt werden.
Eine besondere Schwierigkeit, mit der sich das Team konfrontiert sah, waren die nebeneinander angeordneten Sitze in den Kiran-Cockpits. Die Mitglieder, die auf der linken Seite des Formationsführers fliegen, müssen auf dem rechten Sitz fliegen, während der linke Sitz normalerweise der Sitz des fliegenden Piloten ist. Daher wurden einige Flugzeuge abgeändert, um solo vom rechten Sitz zu fliegen.
Die beiden innenliegenden Zusatztanks der Kiran-Mk.2-Flugzeuge von Surya Kiran wurden geändert, um Farbstoff zur Erzeugung von Rauch aufzunehmen. Diesel wird für die Erzeugung von weißem Rauch verwendet und farbiger Farbstoff wird mit Diesel gemischt, um farbigen Rauch zu erzeugen. Wegen dieser Modifikation können nur an den beiden äußeren Halterungen Zusatztanks verwendet werden.
Die IAF hat 20 BAE Systems Hawk Mk für die Surya Kiran bestellt, die ausschließlich für den Kunstflug verwendet werden.

## Unfälle
Ein Surya-Kiran-Flugzeug stürzte am 18. März 2006 in der Nähe der Air Base Bida, während des Trainings ab. Zwei Teampiloten, Wing Commander Dheeraj Bhatia und Squadron Leader Shailender Singh, wurden tödlich verletzt. Ein weiterer Unfall eines Surya-Kiran-Flugzeugs geschah am 21. Januar 2009, bei dem Wing Commander RS Dhaliwal VM (35) von der indischen Luftwaffe tödlich verletzt wurde, als sein Flugzeug in ein offenes Feld beim Dorf Bellura in der Nähe der Air Base Bidar stürzte.$.

### Bilder
- Suryakiran an der Aero India 2007
- Synchro-cross
- IAF picture gallery
- IAF Surya Kiran
- Bild in Samachar India
- SKAT duo - image form KenSekhon.ca gallery
- SKAT Airshow 2011

### Videos
- Video, Google videos